# Campo (Arzúa)
Campo (llamada oficialmente Santo Estevo de Campo) es una parroquia española del municipio de Arzúa, en la provincia de La Coruña, Galicia.

## Otras denominaciones
La parroquia también es conocida por el nombre de San Esteban de Campo.

## Entidades de población
Entidades de población que forman parte de la parroquia:
- A Carballeira
- Cinco Calles (As Cinco Calles)
- Denoy (Denoi)
- Fucarelos
- Gandaron (O Gandarón)
- Goimil
- Iglesia (A Igrexa)
- Lameiro
- Outeiro
- Quintás (As Quintás)
- Samil
- Toande

## Despoblados
Despoblado que forma parte de la parroquia:
- Pazo (O Pazo)

## Demografía
| Gráfica de evolución demográfica de Campo entre 2000 y 2018 |
|                                                             |
| Datos según el nomenclátor publicado por el INE.            |